# Rihab Elwalid
Rihab Elwalid, född 14 juni 1998, är en tunisisk bågskytt. Hon deltog vid olympiska sommarspelen 2020.